# Cornwall House
Koordinaten: 51° 48′ 38,3″ N, 2° 43′ 3″ W

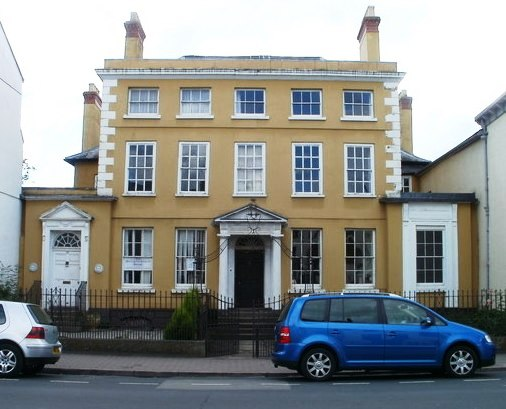
Cornwall House

Cornwall House ist ein Gebäude in 58 Monnow Street in Monmouth in der Grafschaft Monmouthshire in Wales, Vereinigtes Königreich. Es stammt teilweise aus dem 17. Jahrhundert, wurde jedoch in mehreren Stufen später neugebaut. Es wurde in The Buildings of Wales als „das beeindruckendste Haus in der Straße“ beschrieben. Das Bauwerk war das Stadthaus der Familie Llangattock und ist nun Sitz der Zeitung Monmouthshire Beacon. Das Gebäude kann mehrfach im Jahresverlauf von der Öffentlichkeit besichtigt werden.

## Geschichte
Das Haus wurde in mehreren Etappen erbaut. 1678 war es als Great House bekannt und war im Besitz von George Milborne; 1699 gehört es Thomas Brewer.  Der Bevollmächtigte des Duke of Beaufort, Henry Burgh, erwarb es später. Auf ihn geht der Bau der Fassade im Queen Anne Style zurück, der den Feldern von Chippenham zugewandt ist, also an der heutigen Rückseite des Hauses. Die steinernen Zierelemente der Fassade sind Kalkfarbe geweißelt und überlagern den größten Teil der hauptsächlich aus roten Backsteinen gemauerten Mauern. Eine Inschrift an der Außenseite nennt als Baudatum dieses Teils der Fassade das Jahr 1752. Der abgekapselte, von einer Mauer umgebene Garden an der Rückseite de Hauses beinhaltete ursprünglich eine Tribüne, von der aus der Herzog die Pferderennen auf den Feldern Chippenhams verfolgte.
Die Vorderseite des Hauses liegt heute an der Monnow Street. Diese Fassade ist an dieser Seite im georgianischen Stil gestaltet und umfasst zwei Stockwerke und eine Attika; das Gebäude steht von der Straße zurückgesetzt, hinter einem von einem Zaun umgebenen Vorhof. Eine neue Vorderfront und etwas später ein Vorbau, die Seitenlichter und die seitlichen Türen wurden Ende des 18. Jahrhunderts hinzugefügt. Im Innern des Gebäudes sind die ursprünglichen Treppenhäuser noch vorhanden, und es gibt einen offener Kamin in Adamstil mit geschnitztem Holz.  Das Gebäude wurde 1952 von Cadw im Grade II* auf die Statutory List of Buildings of Special Architectural or Historic Interest gesetzt.
Eine Tafel an der Vorderseite des Hauses, die auf 1837 datiert ist, bezieht sich auf die in dem Jahr gegründete Monmouthshire Beacon. Die Zeitung bezog das Gebäude im Jahr 1987 zum 150-jährigen Jubiläum ihrer Gründung.

## Belege
1. 1 2  John Newman: The Buildings of Wales: Gwent/Monmouthshire, Penguin Books, 2000, ISBN 0-14-071053-1, S. 409–410.
2. ↑  Cornwall House, 58 Monnow Street. stately-homes.com, archiviert vom Original am 9. Dezember 2012; abgerufen am 7. Februar 2012 (englisch).
3. 1 2 3  Keith Kissack: Monmouth and its Buildings, Logaston Press, 2003, ISBN 1-904396-01-1, S. 55
4. 1 2  Cornwall House. Historic Houses Association, archiviert vom Original am 13. August 2012; abgerufen am 7. Februar 2012 (englisch).
5. ↑  Cornwall House, Monmouth. British Listed Buildings, abgerufen am 7. Februar 2012 (englisch).
6. ↑  Monmouthshire Beacon: About Us (Memento vom 15. März 2012 im Internet Archive). Abgerufen am 7. Februar 2012 (englisch)